# Michael Mayr
Michael Mayr, né le 10 avril 1864 à Adlwang en Haute-Autriche et mort le  21 mai 1922 à Waldneukirchen, est un homme d'État autrichien. Historien de profession, et membre du Parti chrétien-social, il est le deuxième chancelier fédéral de la Première République, du 7 juillet 1920 jusqu'à 21 juin 1921.

## Biographie
Mayr est né à Adlwang en Haute-Autriche. Il étudie l'histoire et la géographie à l'université de Vienne et obtient un doctorat en 1890. De 1897 à 1920, il est le directeur des archives fédérales du Tyrol (Tiroler Landesarchiv). En 1900, il devient professeur d'histoire contemporaine à l'université d'Innsbruck.
La carrière politique de Mayr débute sous la période austro-hongroise. Durant la législature 1907-1911, il est membre du Conseil d'Empire (Reichsrat), et de 1908 à 1914 du Landtag du Tyrol. Pendant la Première Guerre mondiale, il plaide en faveur de la germanisation de la région du Trentin. 
Avec l'éclatement de la monarchie danubienne à la fin de la guerre, Mayr soutient d'abord les revendications d'indépendance du Tyrol. En 1919 et 1920, il est délégué du Parti chrétien-social à l'Assemblée nationale pour la rédaction de la nouvelle Constitution. Le chancelier d'État (Staatskanzler) Karl Renner le nomme secrétaire d'Etat, avec effet du 17 octobre 1919. 
En 1920, Mayr succède à Karl Renner comme chancelier, dans le cadre d'une grande coalition entre le Parti chrétien-social et le Parti travailliste social-démocrate (SDAPÖ). Avec l'entrée en vigueur de la Constitution autrichienne le 10 novembre 1920, il devient chancelier fédéral (Bundeskanzler) et ministre des Affaires étrangères du pays, à la tête d'un gouvernement minoritaire du Parti chrétien-social. Il démissionne le 21 juin 1921, en réponse à un référendum organisé en Styrie proposant de rattacher l'État à l'Allemagne.
Il meurt un an plus tard à Waldneukirchen.